# Nowa Ruda

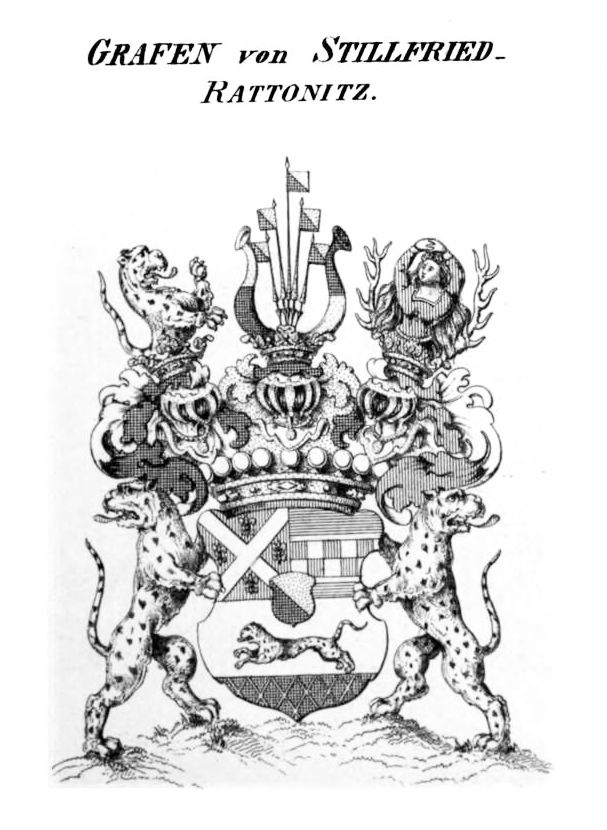
Erb Stillfriedů z Rattonic

Nowa Ruda (česky Nová Ruda, německy Neurode) je polské město v okrese Kladsko v Dolnoslezském vojvodství. V roce 2019 zde žilo 21 908 obyvatel.

## Poloha
Nowa Ruda leží v jihozápadním Polsku, v okrese Kladsko, u státní hranice s Českem. Hraniční přechod Tłumaczów - Otovice je vzdálen asi 10 km. Město se nachází v údolí toků Rudawky a Włodzicy, obklopené hřebenem Sovích hor a Vladzickou vrchovinou (polský název Wzgórza Włodzickie).

## Historie
Nejstarší stopy osídlení v podobě archeologických nálezů pocházejí z doby bronzové.

### Od kolonizace po Třicetiletou válku
Osada byla založena při německé kolonizaci pustého území v závěru 13. století, písemné zprávy o ní chybějí, sousední Mezilesí v té době vlastnil český král Václav II. a daroval je cisterciákům k založení kláštera v Kamenci. Poprvé se Nová Ruda písemně uvádí k roku 1337 v dokumentu vydaném v nedalekém Kladsku s německým názvem Newenrode, který by v českém překladu měl znít Nové Mýto, protože se etymologicky odvozuje od mýcení lesa. jako součást Českého království. Němečtí kolonisté se zde usídlovali i nadále v rámci programu Německé východní kolonizace. První zmínka o zlatonosných a jiných rudách na tomto panství pochází až z roku 1340 z listiny vydané kancléřem a nejvyšším maršálkem Království českého Bertoldem z Lipé pro klášter v Kamenci. Statut poddanského města byl Nové Rudě pod označením Newenrode udělen v roce 1363, kdy zde hrad založil Hanuš z Wüstehube (Wustenhube), původem z moravského rodu, po něm patřilo Bedřichovi z Donína, po jehož smrti v roce 1467 je král Jiří z Poděbrad udělil v léno původem česko-slezskému rodu Stillfriedů z Rattonic (=Ratenic).
V období vrcholného středověku se ve městě rozvinul nejdříve cech řeznický a po něm soukenický. Po nich následovala řemesla obuvnické, oděvní a tkalcovství lnu. Podobně jako Mezilesí, Dušníky a Landek ani Nová Ruda neměla městské hradby, což v letech 1427–1429 usnadnilo vpád husitů. Správa města přijala Magdeburské právo poprvé roku 1434, kdy je doložena první těžba uhlí a znovu v roce 1595. Od roku 1459 bylo město v Českém království začleněno do Kladského hrabství. Podnikání rudokupců souvisí s aktivitami saských podnikatelů v 15.–16. století.
Město bylo opět napadeno vojsky během třicetileté války v roce 1622. Panství zůstalo v majetku Stillfriedů z Rattonic, který zde vytvořil hraběcí rodovou větev.

### Pod pruskou a německou nadvládou
V první válce o slezské dědictví roce 1742 město připadlo Prusku a v letech 1871 až 1945 bylo součástí Německa. V letech 1741–1742 byl založen hlubinný černouhelný důl Ruben. Ve druhé polovině 19. století se město rozvinulo v důsledku těžby uhlí a textilního průmyslu. V roce 1884 zasáhl město velký požár. Po první světové válce trpělo ekonomickou krizí. První velké neštěstí v černouhelném Dole sv. Václava si v roce 1930 vyžádalo 130 obětí.
Během druhé světové války zde Němci zřídili tři pracovní jednotky pro francouzské, belgické a sovětské válečné zajatce a také dva tábory totálního nasazení. V té době došlo k největší hornické tragédii v historii města, zemřelo 187 horníků.

### Po druhé světové válce
Po porážce nacistického Německa se stal region součástí Polska a město získalo svůj současný název. Německé obyvatelstvo bylo odsunuto dle Postupimské dohody a město znovu dosídleno Poláky, vyhnanými ze sovětsky okupovaných míst východního Polska, obyvateli Polska a horníky vracejícími se z Francie. V roce 1973 město připojilo jako nový okrsek Słupiec. V letech 1976 a 1979 si hornické tragédie, které si vyžádaly celkem 24 obětí. Po přijetí Ostpolitiky německý kancléř Willy Brandt povolil původním německým obyvatelům navštívit jejich domovy ve snaze normalizovat vztahy se současnými obyvateli a současně Svatý Stolec posunul hranice církevních provincií podle poválečných hranic. 28. června 1972 byla katolická farnost začleněna pod Arcidiecézi vratislavskou, od roku 1664 totiž spadala pod Diecézi královéhradeckou).

## Památky

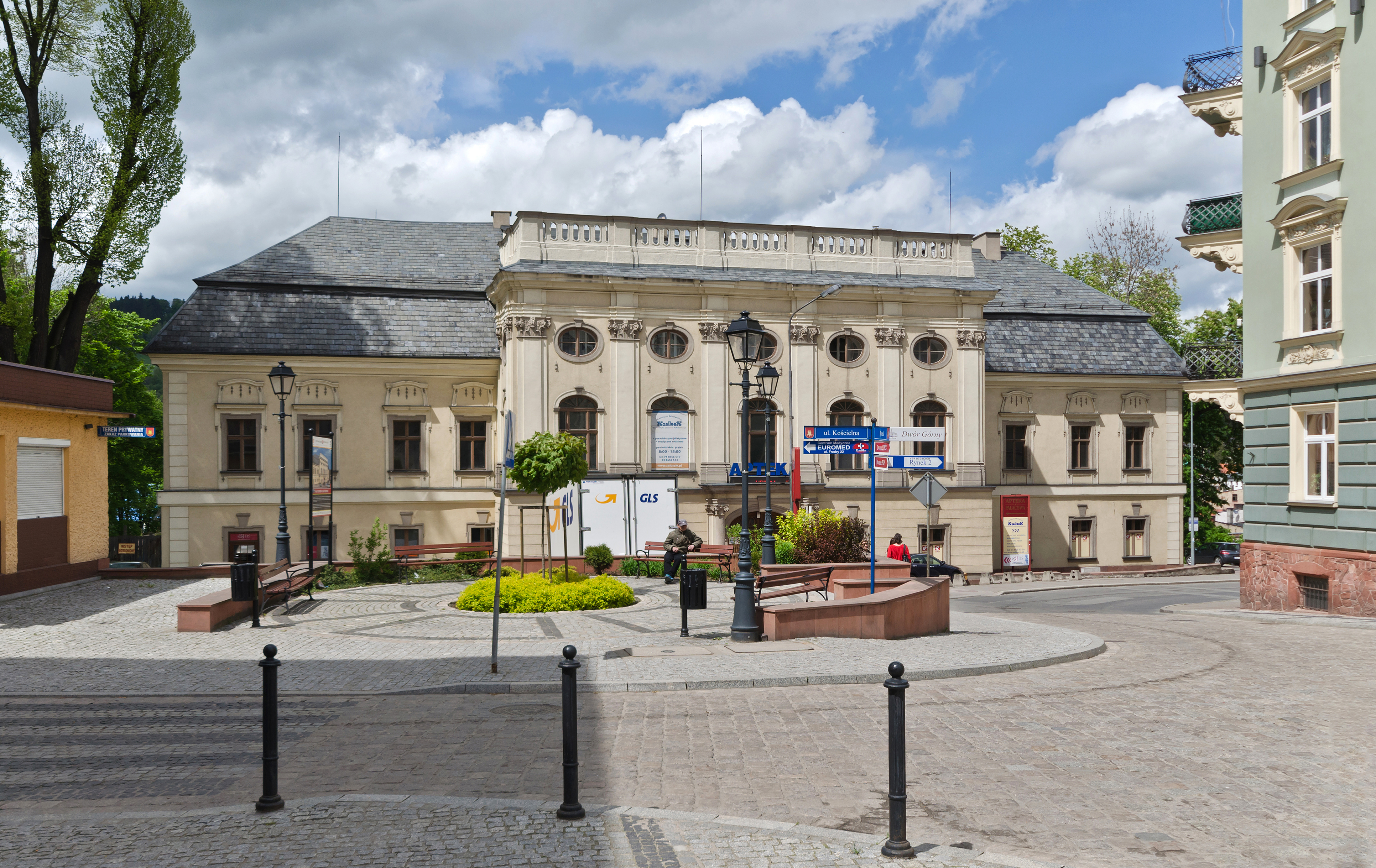
Zámek

- Zámek, založen ve 2. čtvrtině 14. století jako nížinný hrad s vodním příkopem, Stillfriedové z Rattonic si jej dali v renesančním slohu přestavět na zámek, nynější podoba je rokoková z poloviny 18. století, upravená po roce 1960
- Farní kostel sv. Mikuláše – původně renesanční stavba z roku 1569, zcela přestavěná na trojlodní baziliku v letech 1885–1892
- Kostel Povýšení Sv. Kříže – středověkého původu, uvnitř pozoruhodný barokní oltář Kalvárie z 1. poloviny 18. století, na pozadí nejstarší malba městského panoramatu, socha ukřižovaného Krista vyměněna ve 20. století.
- Kostel sv. Barbory, novorománská stavba, architekt Ludwig Schneider
- Kostel Nanebevzetí Panny Marie
- radnice v historickém centru města, navrhl architekt Ewald Berger, novorenesanční stavba let 1892–1894, na fasádě emblémy cechu obchodníků se suknem, horníků a textilní továrny.
- Důl sv. Václava – bývalý černouhelný důl je veřejnosti přístupný jako Muzeum Górnictwa
- Hora svaté Anny (647 m n. m.) - vrch s poutním kostelíkem sv. Anny jižně od města; barokní stavba, vnitřní vybavení z konce 19. století

## Doprava

### Železniční doprava
Město Nowa Ruda má své vlastní nádraží.
Od 5. ledna roku 2009 lze využít přepravní služby na železniční trati Valbřich - Nowa Ruda - Kladsko, která byla znovu uvedena do provozu a prochází na více místech ve vzdálenosti 2 až 3 kilometry od hranice s Českem. Dopravu zajišťuje polský železniční dopravce Koleje Dolnośląskie.

## Rodáci
- Josef Zenker (1832–1907) – německý malíř historických obrazů
- Joachim z Pfeilu a Klein-Ellguthu (1857–1924) – hrabě, cestovatel, badatel a spisovatel o Africe
- Ernst Seger (1869–1939) – německý sochař
- Uršula Kluková (* 1941) – česká herečka

## Partnerská města
- Broumov, Česko
- Castrop-Rauxel Německo
- Wallers Francie

## Galerie

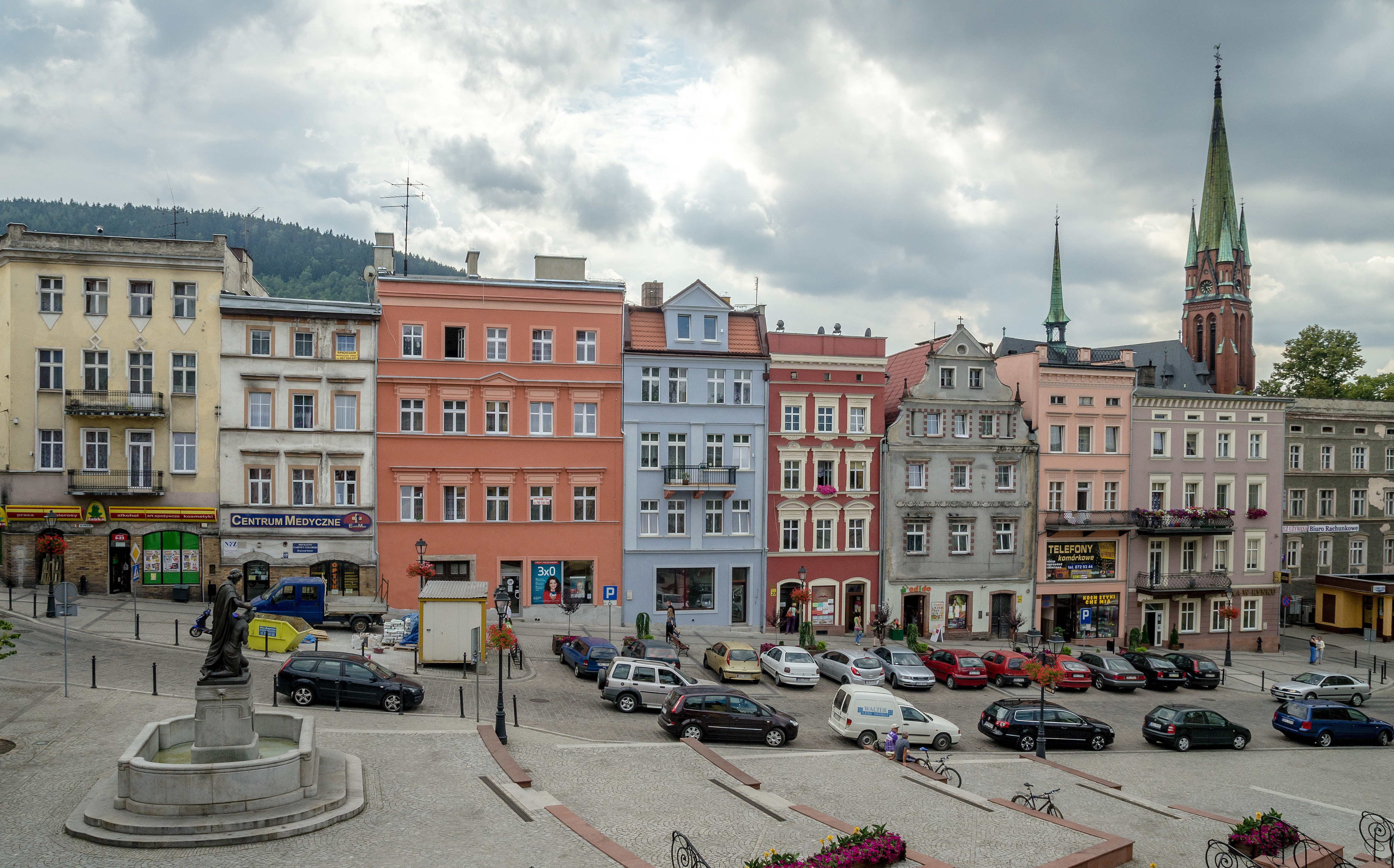
Náměstí s věží kostela sv. Mikuláše
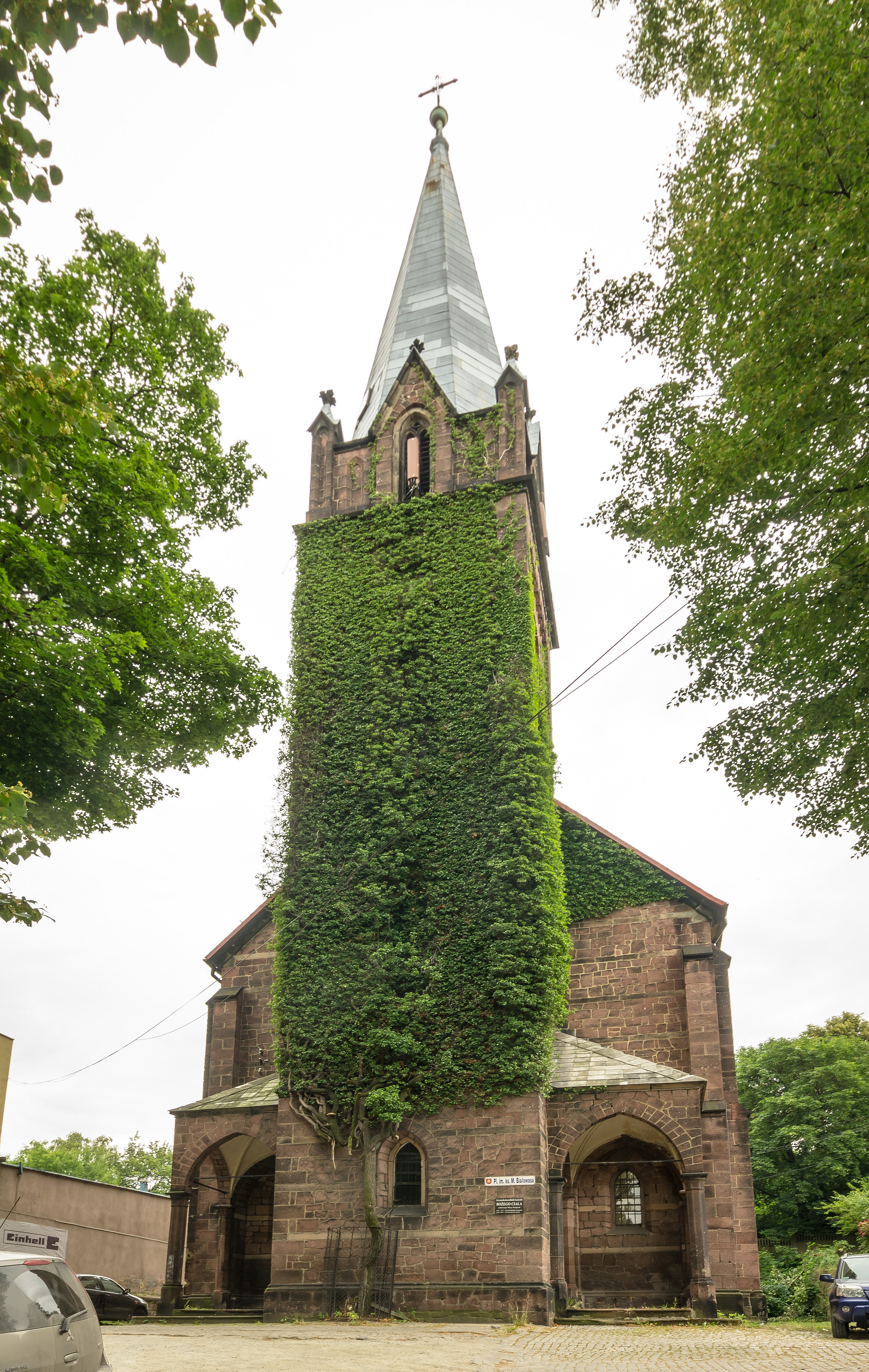
Kostel Božího těla
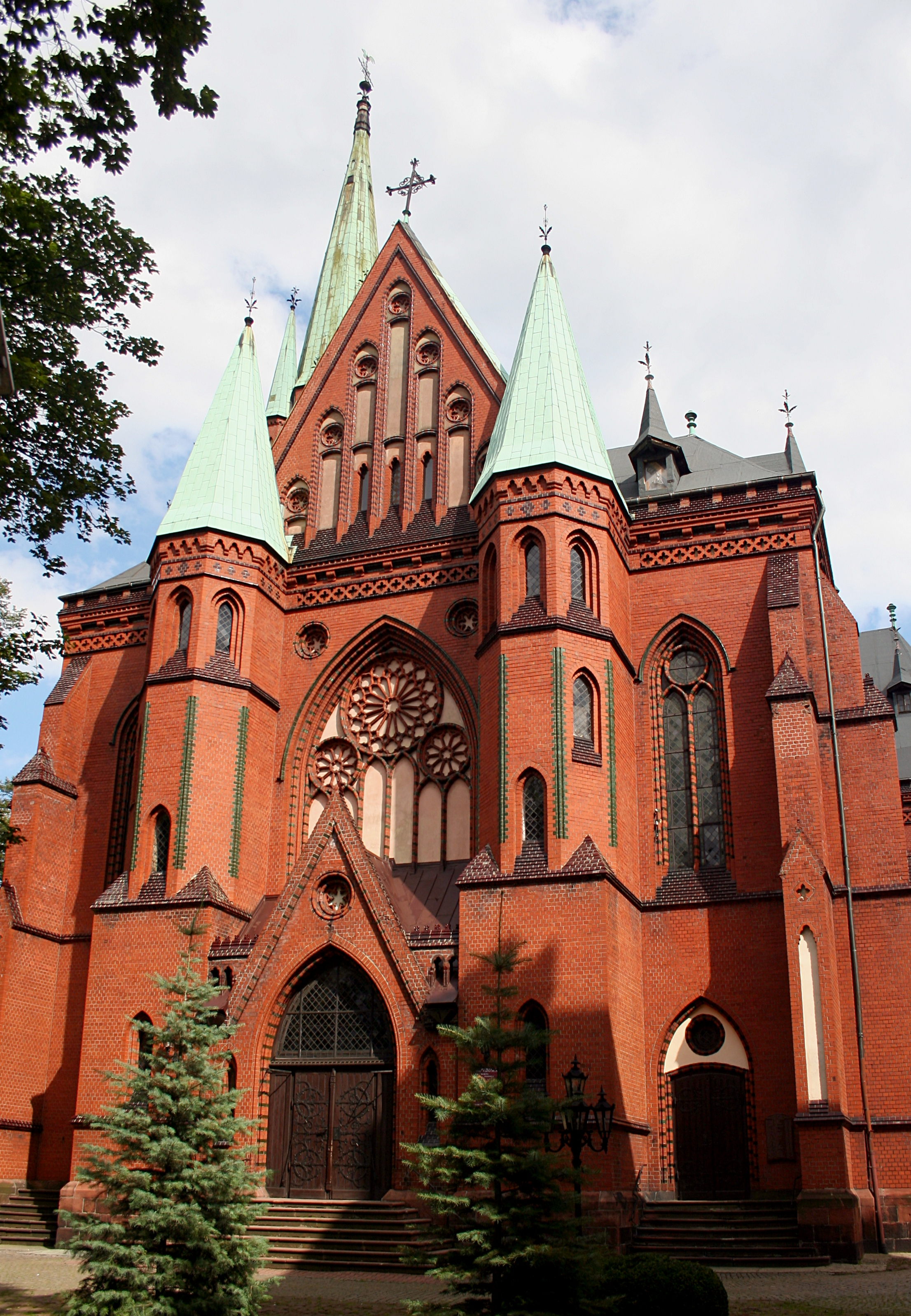
Kostel sv. Mikuláše
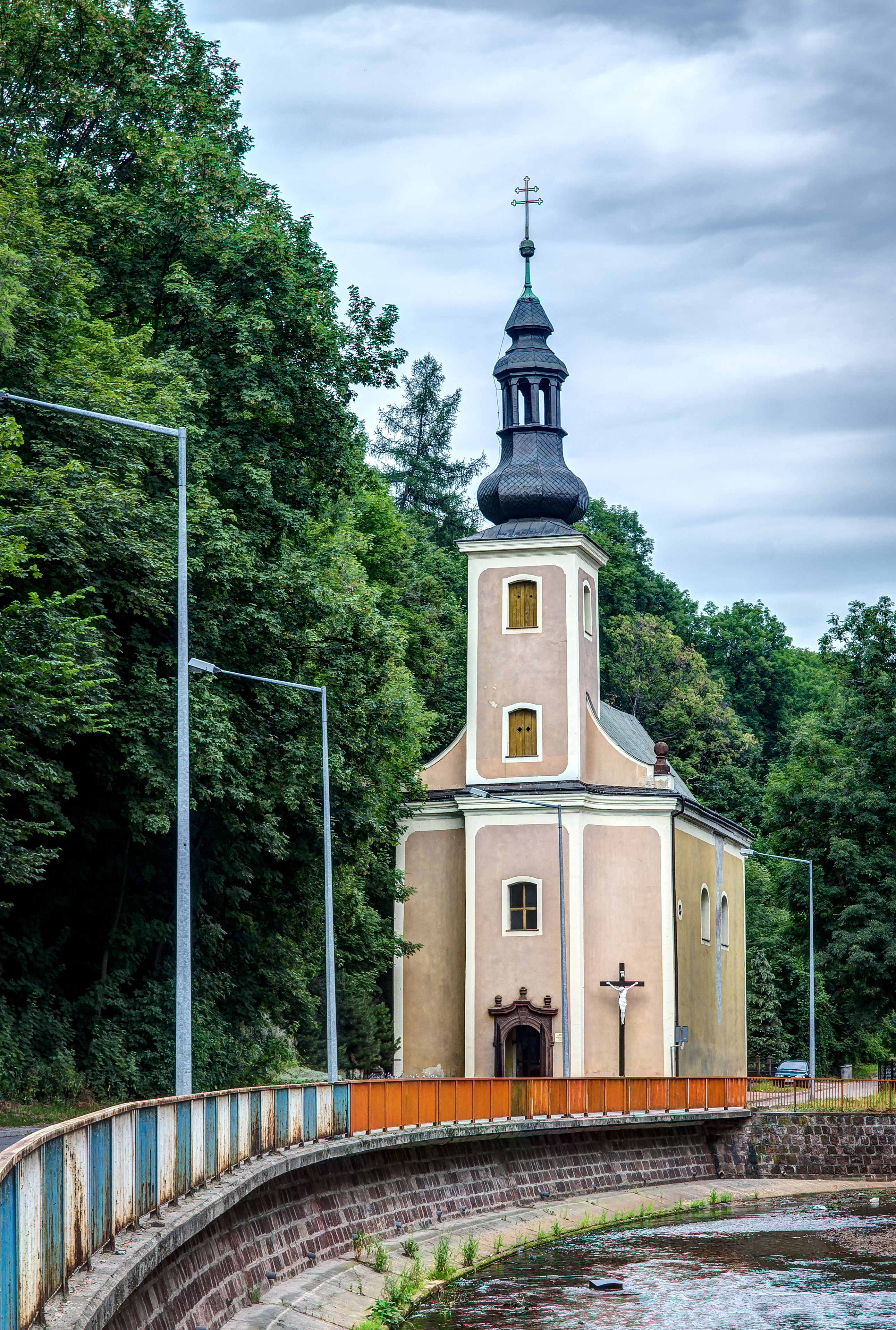
Kostel Povýšení Sv. Kříže
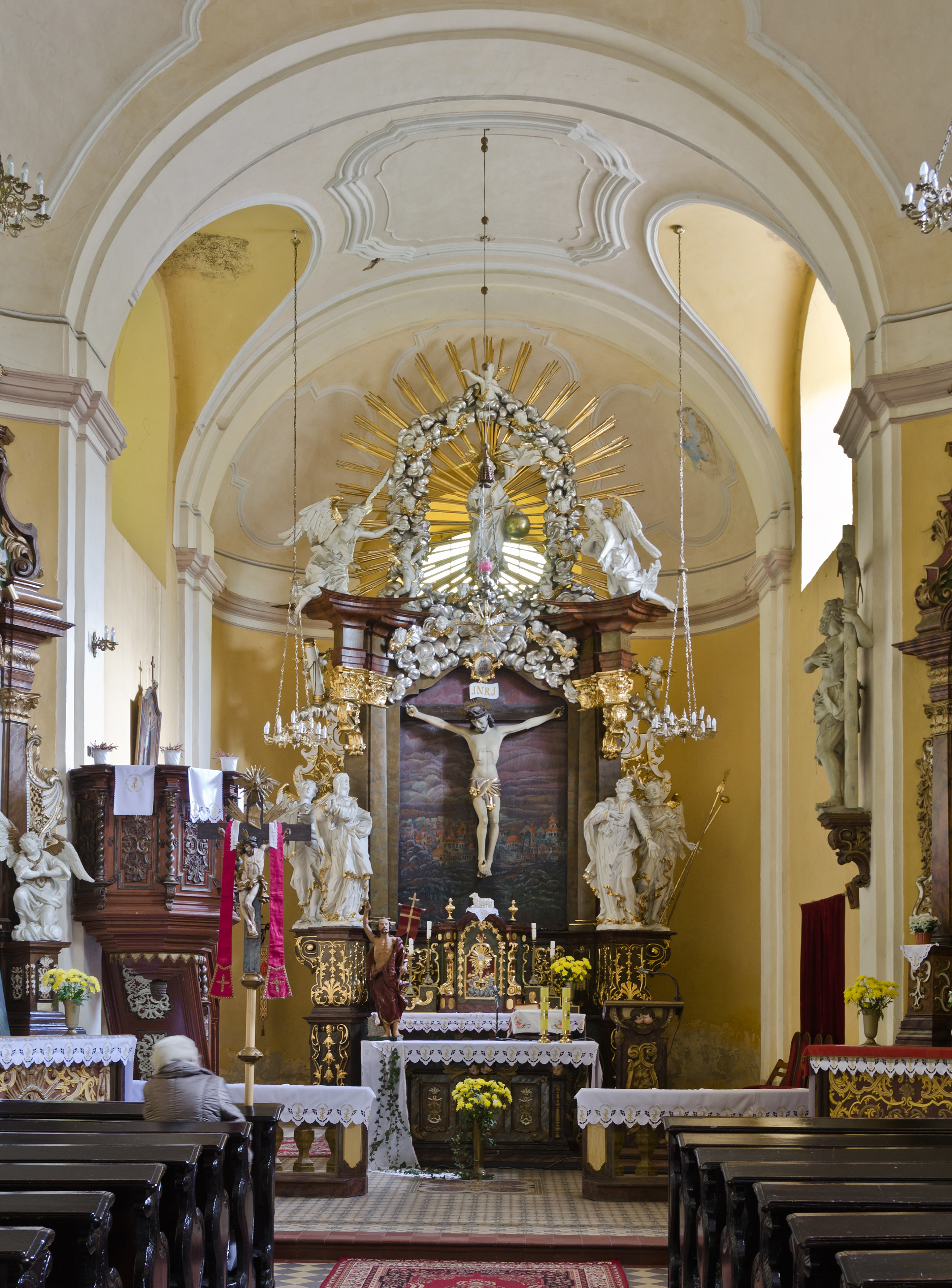
Oltář kostela Povýšení Sv. Kříže
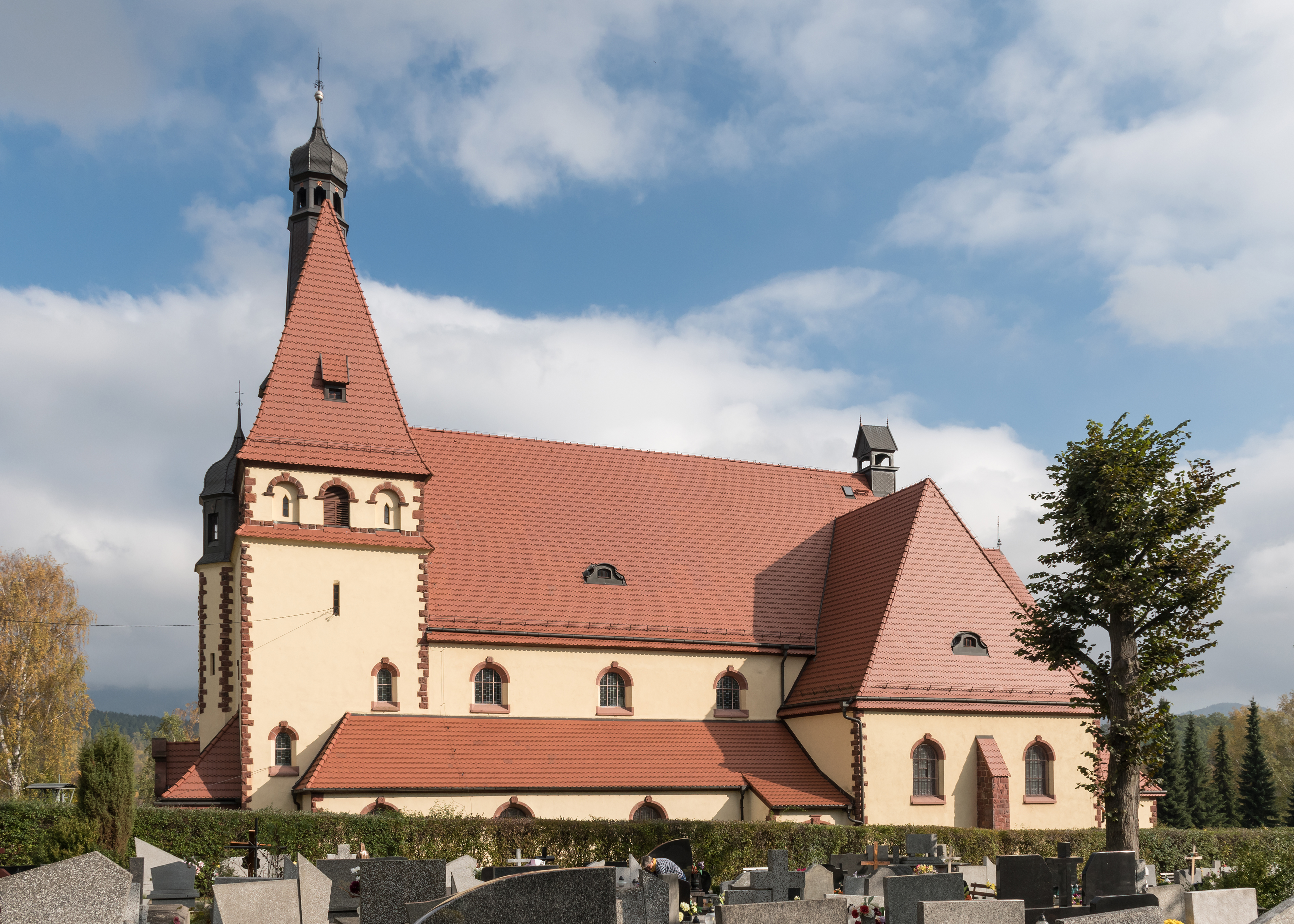
Kostel sv. Barbory
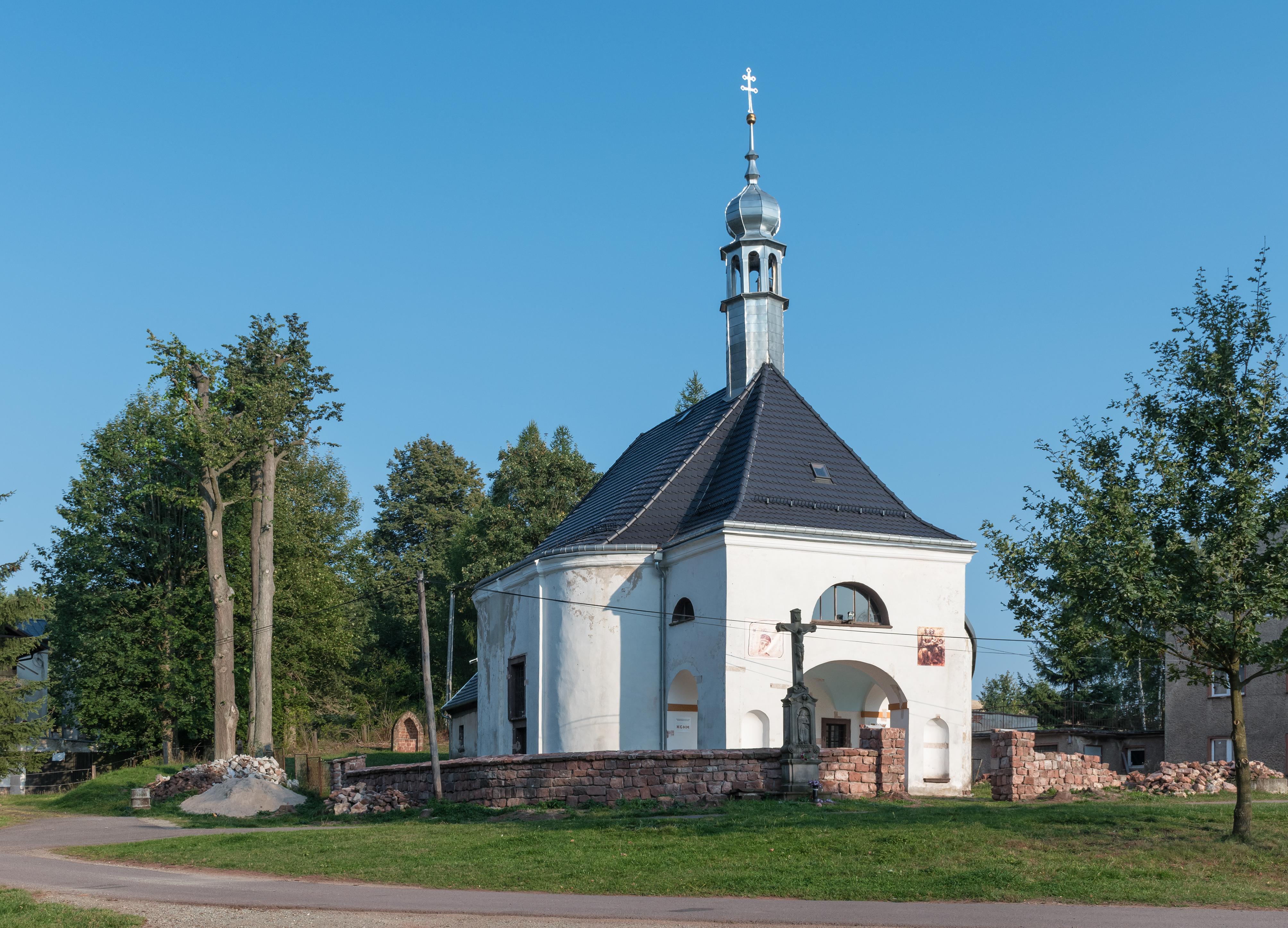
Kostelík sv. Anny
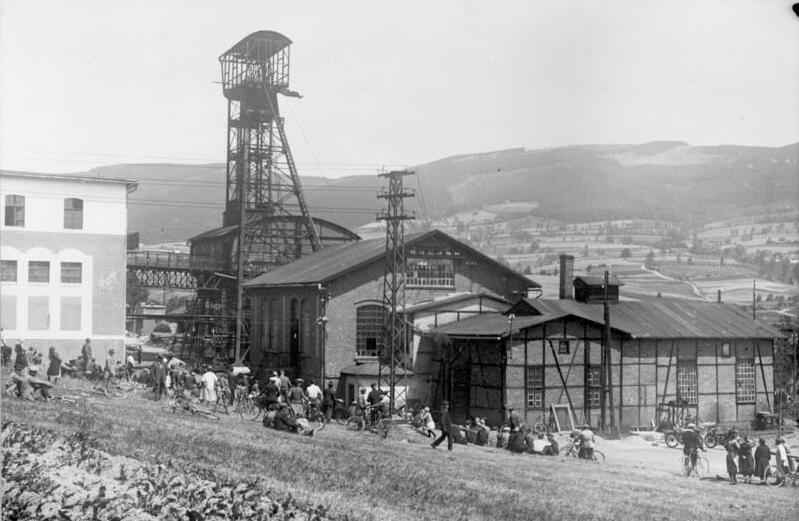
Wenceslausgrube, Mölke 1930